# Wujiaqu
Wujiaqu is een substadsprefectuur in het noorden van de noordwestelijke provincie Xinjiang, Volksrepubliek China.